# スキマスイッチ 20th Anniversary "POPMAN'S WORLD 2023 Premium" THE MOVIE 〜HOBO KANZENBAN〜
『スキマスイッチ 20th Anniversary "POPMAN'S WORLD 2023 Premium" THE MOVIE 〜HOBO KANZENBAN〜』は、スキマスイッチのライブBlu-ray。

## 解説
- 20周年を記念し、ヒット曲満載の”ザ・ベストなセットリスト”で開催された「スキマスイッチ 20th Anniversary "POPMAN'S WORLD 2023 Premium"」のライブ映像[1]。
- 2023年12月22日に日本武道館で開催された公演の模様を収録[1]。
- ライブ音源「スキマスイッチ 20th Anniversary "POPMAN'S WORLD 2023 Premium"」との連動応募抽選券封入。
- 「スキマスイッチ 20th Anniversary "POPMAN'S WORLD 2023 Premium"」と同時発売。
- 『スキマスイッチ TOUR 2022 “café au lait” THE MOVIE』から約1年1ヶ月ぶりのライブ映像作品。

## 収録曲

### Disc1
1. OPENING
2. トラベラーズ・ハイ
3. キレイだ
4. up!!!!!!
5. 飲みに来ないか
6. 藍 ～僕たちの色彩～
7. Revival
8. ゴールデンタイムラバー
9. 双星プロローグ
10. LINE
11. さいごのひ
12. ボクノート
13. view
14. コトバリズム
15. スフィアの羽根
16. SL9
17. 全力少年
18. 吠えろ!
19. 奏（かなで）
20. ラストシーン(Encore)
21. Ah Yeah!!(Encore)

### Disc2
1. Documentary of "POPMAN'S WORLD 2023 Premium" at OSAKA-JOHALL[23.11.25]
2. Bonus Live Movie 「未来花(ミライカ)」 at OSAKA-JOHALL[23.11.25]

## 演奏
- 大橋卓弥：Vocal, Guitar
- 常田真太郎：Piano, Keyboards, Chorus
- 石成正人：Guitar, Chorus
- 種子田健：Bass
- 村石雅行：Drums
- 浦清英：Keyboards
- 松本智也：Percussion, Chorus
- 本間将人：Saxophone, Chorus
- 田中充：Trumpet, Chorus
- 具志堅創：Trumpet
- 鹿討奏：Trombone
- 門脇大輔、田島華乃：1st Violin
- 山本大将、高橋輝：2nd Violin
- 大嶋世菜：Viola
- 村中俊之：Cello